# 4993
Quattromilanovecentonovantatré (4993) è il numero naturale dopo il 4992 e prima del 4994.

## Proprietà matematiche
- È un numero dispari.
- È il 668º numero primo.

## Astronomia
- 4993 Cossard è un asteroide della fascia principale del Sistema solare.
- NGC 4993 è una galassia lenticolare della costellazione dell'Idra.